# COLOR A LIFE
《COLOR A LIFE》是AAA的第12張原創專輯。於2018年8月29日發行。唱片公司為avex trax。

## 概要
- 與上一張原創專輯「WAY OF GLORY」相距約1年半。
- 此專輯為成員伊藤千晃畢業後，6人體制的第一張專輯。
- 收錄了第54張單曲《No Way Back》和第55張單曲《LIFE》2首A面曲，以及B面曲《Beat Together》和新曲《Tomorrow》、《DEJAVU》等，共9首曲目。
- 新曲《DEJAVU》是d Music powered by Recochoku的電視廣告歌曲。
- 新曲《C.O.L》是時尚雜誌《CanCam》2018年10月號電視廣告歌曲。
- 新曲《Tomorrow》是富士電視台火9電視劇《健康而有文化的最低限度生活》的主題曲。
- 新曲《Kiss The Sky》是AbemaTV和名古屋電視台合拍劇《星塵復仇者們》的主題曲。
- 本作分「初回限定盤（Jacket A CD+DVD+Goods）」、「Jacket B CD+DVD」、「Jacket C CD盤」3種版本。
- 「初回限定盤」收錄了《No Way Back》、《LIFE》、新曲《DEJAVU》3首歌曲的PV和製作花絮（Making）。
- 在9月10日於公信榜專輯週排行榜取得第1位，繼《＃AAABEST》、《Eighth Wonder》、《GOLD SYMPHONY》、《AAA 10th ANNIVERSARY BEST》和《WAY OF GLORY》後第6張公信榜每周銷量排名第一的專輯。

## 收錄内容

### CD（初回限定盤・CD盤）
1. -prologue-
（作曲・編曲：Dj Another）
2. DEJAVU
（作詞：溝口貴紀 / 作曲：Dominique Rodriguez、Richard Garcia P.K.A ButtonPushers、Anne Judith Stokke Wik、Ronny Vidar Svendsen、Nermin Harambasic、Justin Philip Stein / Rap lyrics：Mitsuhiro Hidaka）
d Music powered by Recochoku電視廣告歌曲
3. No Way Back
（作詞：Mio Aoyama / Rap詞：Mitsuhiro Hidaka / 作曲・編曲：大西克巳）
54th單曲、飲品品牌冰結（R）「氷結(R)×AAA Original WEB」電視廣告歌曲
4. C.O.L
（作詞：Mio Aoyama / 作曲：Daniel Durn、Katrine "Neya" Klith、DJ first / Rap lyrics：Mitsuhiro Hidaka）
時尚雜誌《CanCam》2018年10月號電視廣告歌曲
5. Tomorrow
（作詞：Kenn Kato / 作曲：Katrine "Neya" Klith、Ben Legit、Sebastian Owens / Rap lyrics：Mitsuhiro Hidaka）
富士電視台火9電視劇《健康而有文化的最低限度生活》主題曲
6. First Name
（作詞：Emyli / 作曲：Kenji Kabashima、Takashige Tsukuda / 編曲：ArmySlick）
與真司郎和末吉秀太主唱
7. -Interlude-
（作曲・編曲：ats-）
8. Kiss The Sky
（作詞：森月キャス / 作曲・編曲：ats- / Rap lyrics：Mitsuhiro Hidaka）
AbemaTV和名古屋電視台合拍劇《星塵復仇者們》主題曲
9. Gotta Love Me
（作詞：小松レナ / 作曲：日比野裕史 / 編曲：ats- / Rap lyrics：Mitsuhiro Hidaka）
西島隆弘、宇野實彩子、浦田直也和日高光啓主唱
10. Beat Together
（作詞：溝口貴紀 / Rap詞：Mitsuhiro Hidaka / 作曲：五戸力 / 編曲：日比野裕史）
54th單曲、LAGUNA TEN BOSCH的夏季活動推廣歌曲、時尚雜誌《CanCam》2017年10月號電視廣告歌曲
《No Way Back》的B面曲
11. LIFE
（作詞：小松レナ、森月キャス、leonn / 作曲：岩田秀聡、永野大輔 / 編曲：大西克巳、ats-）
55th單曲、富士電視台月9電視劇『民眾之敵～在這世上，不是很奇怪嗎！？～』主題曲。
12. -epilogue-
（作曲・編曲：大西克巳）

### DVD
1. No Way Back（Music Clip）
2. LIFE（Music Clip）
3. DEJAVU（Music Clip）
4. No Way Back（Music Clip Making）
5. LIFE（Music Clip Making）
6. DEJAVU（Music Clip Making）